# Assenheim (Niddatal)
Assenheim ist ein Stadtteil von Niddatal im hessischen Wetteraukreis. Zu Assenheim gehört die Siedlung Wickstadt.

## Geografische Lage
Assenheim liegt in der Wetterau, sechs Kilometer südöstlich von Friedberg auf einer Höhe von 121 m über NN. Im Ort mündet die Wetter in die Nidda.

## Geschichte

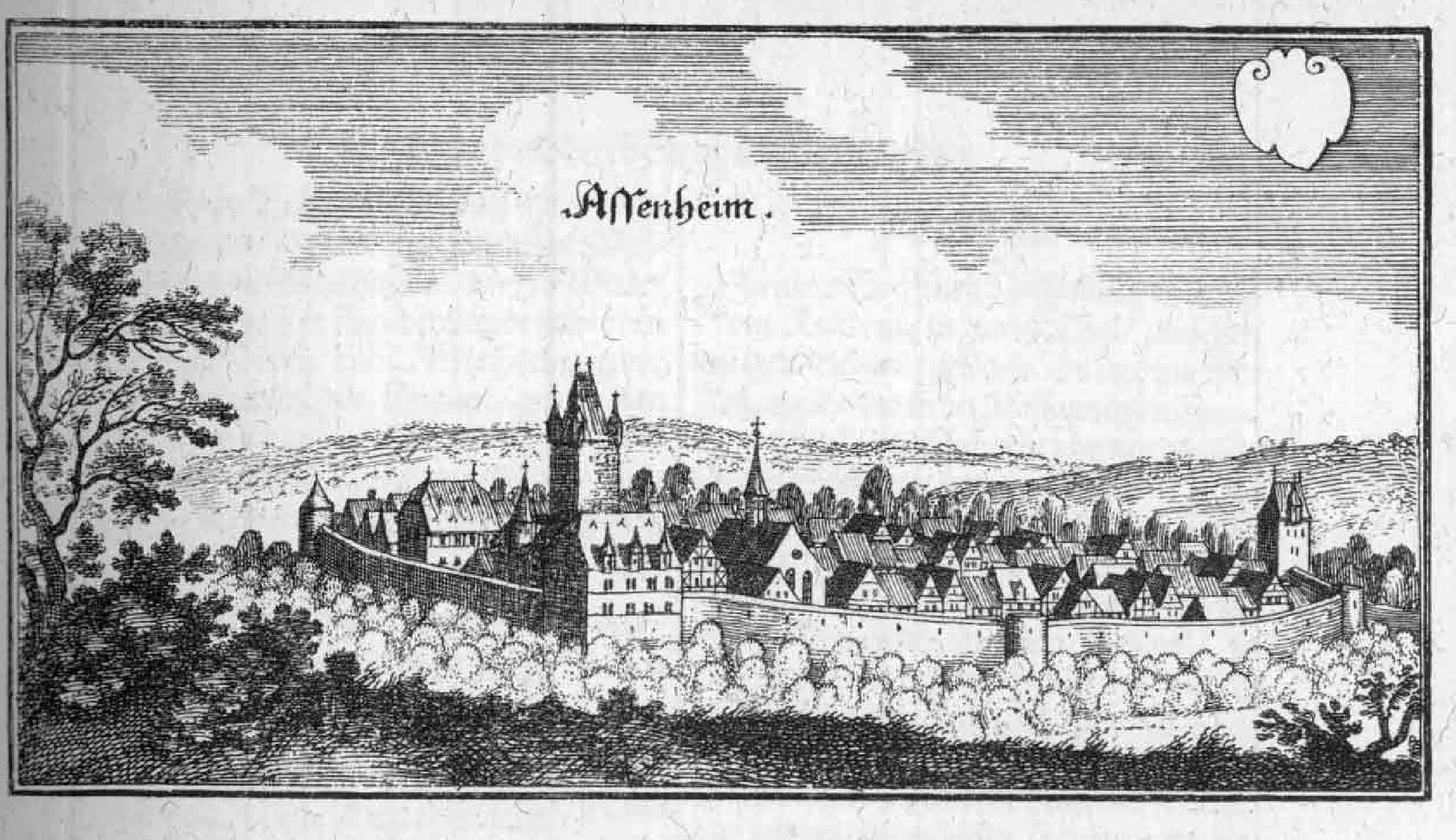
Assenheim in der Topographia Hassiae des Matthäus Merian

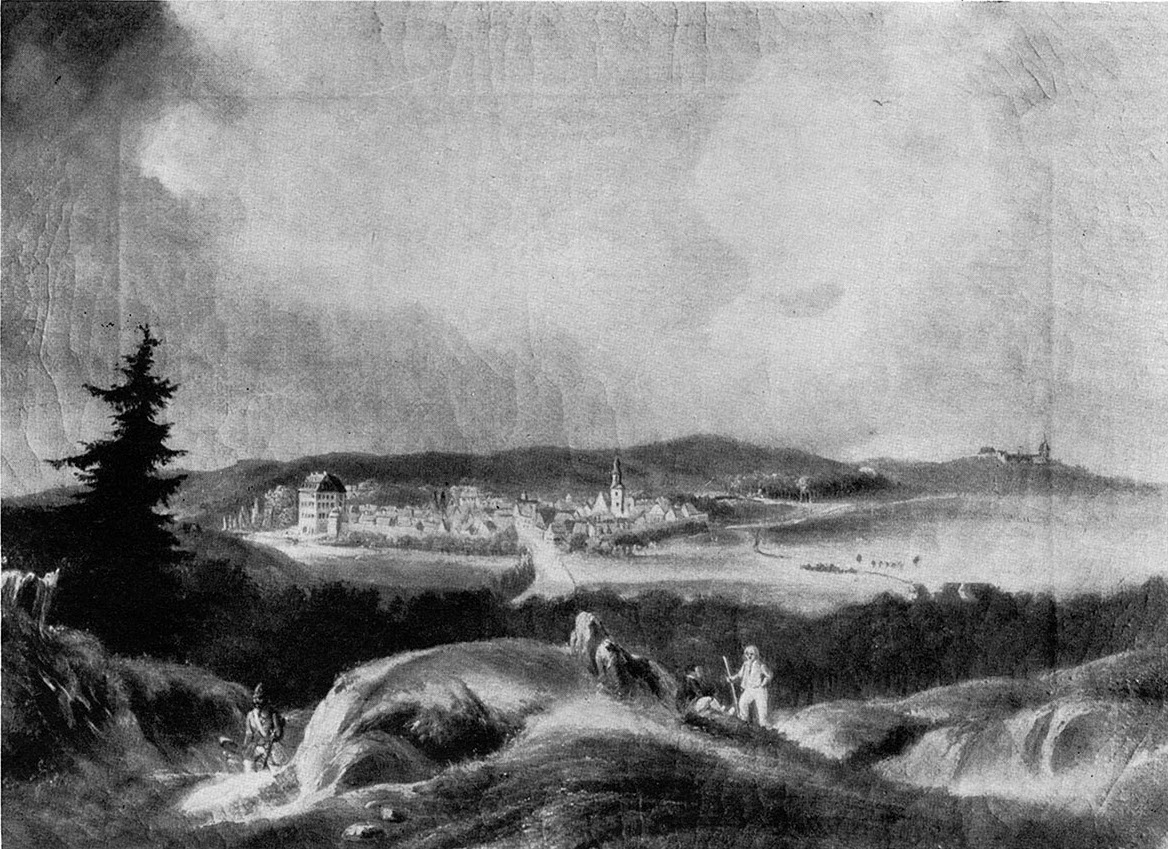
Blick auf Assenheim, um 1800

### Mittelalter
Die älteste erhaltene Erwähnung Assenheims stammt aus dem Jahr 1139. Zwischen 1179 und 1180 wurde hier eine Burg erbaut, von der heute kaum noch Reste zu sehen sind. Erstmals als Stadt wird das Dorf am 6. Januar 1277 bezeichnet. Im Alten Reich gehörte es zum Freigericht Kaichen. Kirchlich war Assenheim eine Tochterpfarrei von Ilbenstadt.

### Landesherrschaft
Die Landesherrschaft wurde in einem Kondominat ausgeübt. Dabei waren die Rechte der einzelnen Anteilseigner an der Herrschaft folgendermaßen aufgeteilt:
- Die Herren und Grafen von Hanau, die 1736 von den Landgrafen von Hessen-Kassel beerbt wurden, besaßen 2/12 des Kondominats. Ihr Anteil wurde zu deren Amt Dorheim der Grafschaft Hanau-Münzenberg gerechnet, unter der Landgrafschaft Hessen-Kassel aber zum Domanialamt Burg Friedberg.
- Die Grafen von Solms, ab 1607 die Grafen von Solms-Rödelheim, besaßen 5/12, die deren Amt Nieder-Wöllstadt zugeordnet waren.
- Die Grafen von Isenburg-Wächtersbach besaßen ebenfalls 5/12, die zu deren Gericht Assenheim gehörten.

### Neuzeit
Im Jahr 1700 gab es 57 Handwerksmeister und 1727 wurden jährlich drei Märkte veranstaltet. 1806 bis 1810 war Assenheim französisch besetzt und wurde danach dem Großherzogtum Hessen zugeschlagen, bei dem es auch nach dem Wiener Kongress verblieb. Die standesherrlichen Privilegien bestanden aber zunächst weiter, insbesondere die standesherrliche Gerichtsbarkeit. Erst 1821 wurde das standesherrliche Amt Assenheim aufgelöst und es begann eine Serie wechselnder Zugehörigkeiten auf Kreisebene, die die verschiedenen Verwaltungsreformen beginnend beim Großherzogtums bis zum Landes Hessen in der Bundesrepublik Deutschland widerspiegeln.
1957 wurde Assenheim zur Stadt erhoben und am 1. April 1957 die gemeindefreie Gehöftgruppe Wickstadt eingegliedert.
Zum 1. Dezember 1970 fusionierten die Stadt Assenheim und die Gemeinden Bönstadt und Ilbenstadt im Zuge der Gebietsreform in Hessen freiwillig zur neuen Stadt Niddatal und mit ihr kam Assenheim am 1. August 1972 zum Wetteraukreis.
Ortsbezirke nach der Hessischen Gemeindeordnung wurden nicht errichtet.

### Verwaltungsgeschichte im Überblick
Die folgende Liste zeigt die Staaten und Verwaltungseinheiten, denen Assenheim angehört(e):
- vor 1806: Heiliges Römisches Reich, Kondominat 2⁄12 Landgrafschaft Hessen-Darmstadt Grafschaft Hanau-Münzenberg, Amt Dorheim/ 5⁄12 Grafschaft Solms-Rödelheim, Amt Nieder-Wöllstadt/ 5⁄12 Grafschaft Isenburg-Wächtersbach, Gericht Assenheim
- ab 1806: Großherzogtum Hessen (Souveränitätslande),[Anm. 2] Fürstentum Oberhessen, Amt Dorheim zu 5⁄12 (2⁄12 Kurfürstentum Hessen; 5⁄12 Fürstentum Isenburg)
- ab 1815: Großherzogtum Hessen (Souveränitätslande), Provinz Oberhessen, Amt Dorheim (und standesherrliche Ämter Nieder-Wöllstadt und Assenheim)
- ab 1821: Großherzogtum Hessen, Provinz Oberhessen, Landratsbezirk Vilbel[Anm. 3]
- ab 1823: Großherzogtum Hessen, Provinz Oberhessen, Landratsbezirk Butzbach
- ab 1829: Großherzogtum Hessen, Provinz Oberhessen, Landratsbezirk Friedberg
- ab 1832: Großherzogtum Hessen, Provinz Oberhessen, Kreis Friedberg
- ab 1848: Großherzogtum Hessen, Regierungsbezirk Friedberg
- ab 1852: Großherzogtum Hessen, Provinz Oberhessen, Kreis Friedberg
- ab 1867: Norddeutscher Bund, Großherzogtum Hessen, Provinz Oberhessen, Kreis Friedberg
- ab 1871: Deutsches Reich, Großherzogtum Hessen, Provinz Oberhessen, Kreis Friedberg
- ab 1918: Deutsches Reich, Volksstaat Hessen, Provinz Oberhessen, Kreis Friedberg
- ab 1938: Deutsches Reich, Volksstaat Hessen, Landkreis Friedberg[9][Anm. 4]
- ab 1945: Deutsches Reich, Amerikanische Besatzungszone,[Anm. 5] Groß-Hessen, Regierungsbezirk Darmstadt, Landkreis Friedberg
- ab 1946: Deutsches Reich, Amerikanische Besatzungszone, Hessen, Regierungsbezirk Darmstadt, Landkreis Friedberg
- ab 1949: Bundesrepublik Deutschland, Hessen, Regierungsbezirk Darmstadt, Landkreis Friedberg
- ab 1970: Bundesrepublik Deutschland, Hessen, Regierungsbezirk Darmstadt, Landkreis Friedberg, Stadt Niddatal
- ab 1972: Bundesrepublik Deutschland, Hessen, Regierungsbezirk Darmstadt, Wetteraukreis, Stadt Niddatal

## Bevölkerung

### Einwohnerstruktur 2011
Nach den Erhebungen des Zensus 2011 lebten am Stichtag dem 9. Mai 2011 in Assenheim 3882 Einwohner. Darunter waren 159 (4,1 %) Ausländer. Nach dem Lebensalter waren 735 Einwohner unter 18 Jahren, 1608 zwischen 18 und 49, 798 zwischen 50 und 64 und 738 Einwohner waren älter. Die Einwohner lebten in 1656 Haushalten. Davon waren 450 Singlehaushalte, 471 Paare ohne Kinder und 576 Paare mit Kindern, sowie 135 Alleinerziehende und 24 Wohngemeinschaften. In 294 Haushalten lebten ausschließlich Senioren und in 1125 Haushaltungen lebten keine Senioren.

### Einwohnerentwicklung
| Assenheim: Einwohnerzahlen von 1834 bis 2020 | Assenheim: Einwohnerzahlen von 1834 bis 2020 | Assenheim: Einwohnerzahlen von 1834 bis 2020 | Assenheim: Einwohnerzahlen von 1834 bis 2020 | Assenheim: Einwohnerzahlen von 1834 bis 2020 |
| --- | -------------------------------------------- | -------------------------------------------- | -------------------------------------------- | -------------------------------------------- |
| Jahr |                                              |                                              |                                              | Einwohner                                    |
| 1834 | 1834                                         |                                              | 929                                          | 929                                          |
| 1840 | 1840                                         |                                              | 1.100                                        | 1.100                                        |
| 1846 | 1846                                         |                                              | 1.149                                        | 1.149                                        |
| 1852 | 1852                                         |                                              | 1.114                                        | 1.114                                        |
| 1858 | 1858                                         |                                              | 1.215                                        | 1.215                                        |
| 1864 | 1864                                         |                                              | 993                                          | 993                                          |
| 1871 | 1871                                         |                                              | 939                                          | 939                                          |
| 1875 | 1875                                         |                                              | 950                                          | 950                                          |
| 1885 | 1885                                         |                                              | 943                                          | 943                                          |
| 1895 | 1895                                         |                                              | 930                                          | 930                                          |
| 1905 | 1905                                         |                                              | 1.150                                        | 1.150                                        |
| 1910 | 1910                                         |                                              | 1.256                                        | 1.256                                        |
| 1925 | 1925                                         |                                              | 1.336                                        | 1.336                                        |
| 1939 | 1939                                         |                                              | 1.288                                        | 1.288                                        |
| 1946 | 1946                                         |                                              | 2.027                                        | 2.027                                        |
| 1950 | 1950                                         |                                              | 2.104                                        | 2.104                                        |
| 1956 | 1956                                         |                                              | 2.084                                        | 2.084                                        |
| 1961 | 1961                                         |                                              | 2.089                                        | 2.089                                        |
| 1967 | 1967                                         |                                              | 2.408                                        | 2.408                                        |
| 1970 | 1970                                         |                                              | 2.504                                        | 2.504                                        |
| 1980 | 1980                                         |                                              | ?                                            | ?                                            |
| 1990 | 1990                                         |                                              | ?                                            | ?                                            |
| 2000 | 2000                                         |                                              | ?                                            | ?                                            |
| 2007 | 2007                                         |                                              | 3.868                                        | 3.868                                        |
| 2011 | 2011                                         |                                              | 3.882                                        | 3.882                                        |
| 2016 | 2016                                         |                                              | 4.007                                        | 4.007                                        |
| 2020 | 2020                                         |                                              | 4.139                                        | 4.139                                        |
| Datenquelle: Historisches Gemeindeverzeichnis für Hessen: Die Bevölkerung der Gemeinden 1834 bis 1967. Wiesbaden: Hessisches Statistisches Landesamt, 1968. Weitere Quellen: LAGIS; Stadt Niddatal; Zensus 2011 |                                              |                                              |                                              |                                              |

### Historische Religionszugehörigkeit
- 1961: 1554 evangelische (= 74,39 %), 497 katholische (= 23,79 %) Einwohner[6]

## Religion
Die römisch-katholische Pfarrei St. Nikolaus in Wickstadt ist auch für die Ortsteile Assenheim und Bönstadt zuständig. Die Wallfahrt in die Kirche Maria Sternbach bei Wickstadt findet am Sonntag vor Christi Himmelfahrt, am Sonntag nach Mariä Heimsuchung und am Sonntag nach Maria Himmelfahrt statt. Das Marienbildnis (Gnadenbild) stammt wahrscheinlich aus dem 15. Jahrhundert.
Assenheim hat eine eigene evangelische Kirchengemeinde. Die Evangelische Kirche von 1785 ist eine protestantische Predigtkirche in Form einer Querkirche mit Westturm.

## Wappen
Im November 1950 wurde der Gemeinde Assenheim durch das Hessische Staatsministerium das Recht zur Führung eines Wappens verliehen.
| Wappen von Assenheim | Blasonierung: „In Silber ein roter Turm mit blau bedachtem breitem Untergeschoss und zwei Turmerkern, alle mit blauen Dächern und einem goldenen Kreuz auf dem Turmdach.“ |
| Wappen von Assenheim | Der 1275 erstmals als Stadt erwähnte Ort führte wenig später ein Hauptsiegel mit der deutschen und auf den Stadtrang bezüglichen Umschrift ein, das als Bild schon den eigenartig geformten Turm zeigt. Dieser erscheint auch im Sekret aus dem 14. Jahrhundert, im Wappenschild mit der Jahrzahl 1744 am Rathaus und in dem 1950 erneut bestätigten obigen Wappen. Angeblich war das Zeichen auch auf einer alten Stadtfahne abgebildet. Abweichend davon enthielt das Gerichtssiegel von 1597 den heiligen Dionysius, der sein Haupt auf der Hand trägt. Im 17. Jahrhundert benutzte man im Siegel einen geteilten Schild mit den Hanauer Sparren und dem Solmser Löwen. |

## Sehenswürdigkeiten und Kultur

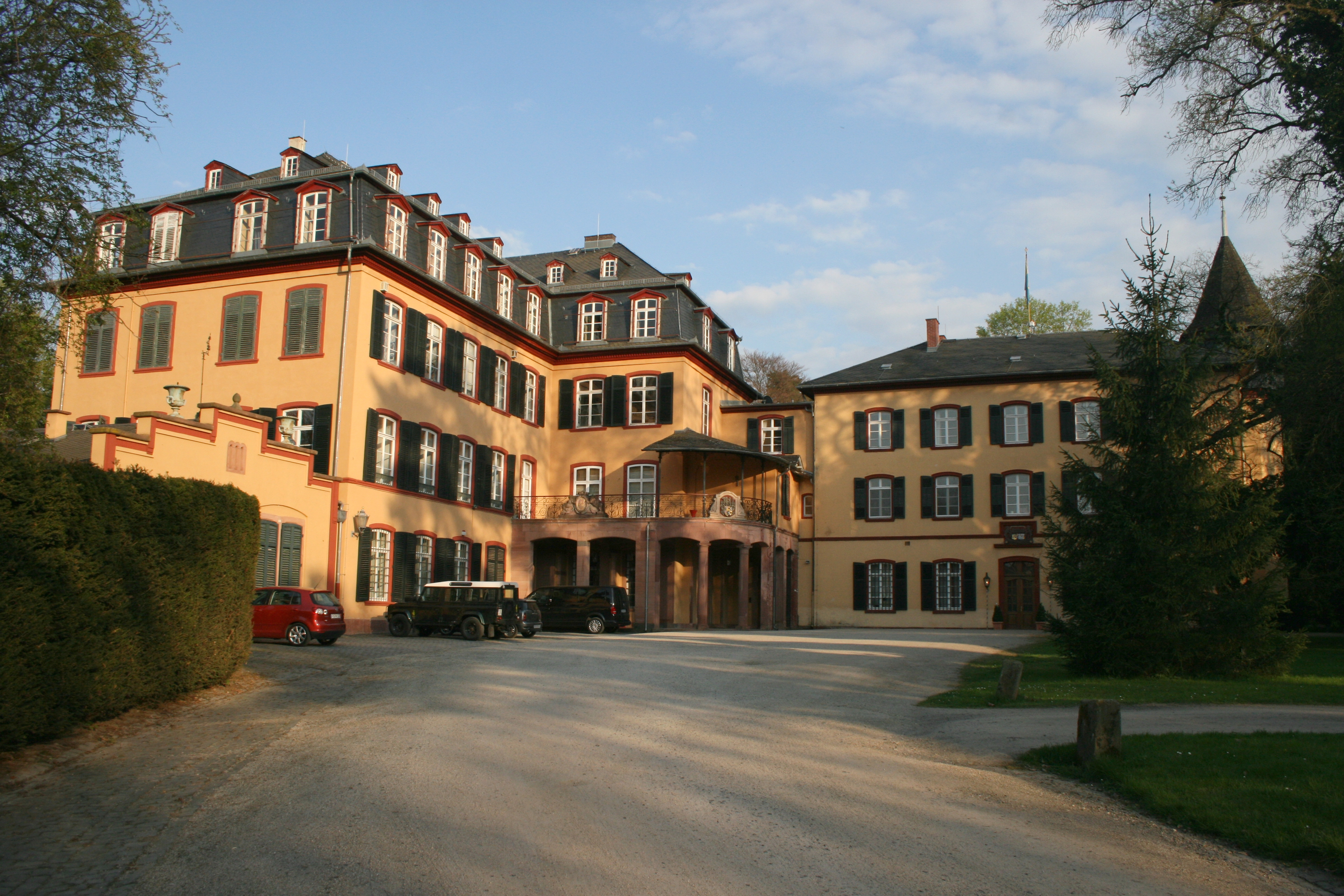
Schloss Assenheim, 2011

### Bauwerke
Siehe auch Abschnitt Assenheim in Liste der Kulturdenkmäler in Niddatal
- Schloss der Grafen zu Solms-Rödelheim und Assenheim
- Altes Rathaus
- Historische Altstadt mit evangelischer Kirche und ehemaliger Synagoge
- Ehemalige Stadtmühle mit 40 m hohem Siloturm in der Ortsmitte
- Die Niddabrücke Assenheim an der Bahnstrecke Friedberg–Hanau ist die längste Eisenbahnbrücke in Hessen.
- Amalienhof, erbaut 1794[16]

### Vereine
- ASV Assenheim 1957 e. V.
- Dartclub (DC) Königsblau
- Akademie Ewaldshof e. V.[17] und Gemeinschaft Ewaldshof
- Freiwilliger Feuerwehrverein
- Assenheimer Karnevalsgesellschaft Verein Humor 1914 e. V.
- Kulturelles und Kommunales (KUK) Assenheim
- Rhein-Main Patriots
- Basarteam Assenheim e. V.
- Schützenverein Assenheim 1921 e. V.
- SV 1920 Assenheim e. V.
- Theatergruppe Assenheim e. V.
- TTC 1951 Assenheim
- Turn-Verein Assenheim

### Lokale Besonderheiten
Die Assemer Supp ist eine wohlschmeckende, kräftige und kräftigende Gemüsesuppe mit Fleisch und einer Einlage aus Gerstengraupen. Der Ursprung ist bei dem Bau der Eisenbahnbrücke in Assenheim zu finden. Die Arbeiter, die dieses Bauwerk errichteten, kamen nicht aus Niddatal und mussten daher mit Essen versorgt werden. Sie bevorzugten diese verhältnismäßig günstige Mahlzeit.

## Wirtschaft und Infrastruktur

### Verkehr

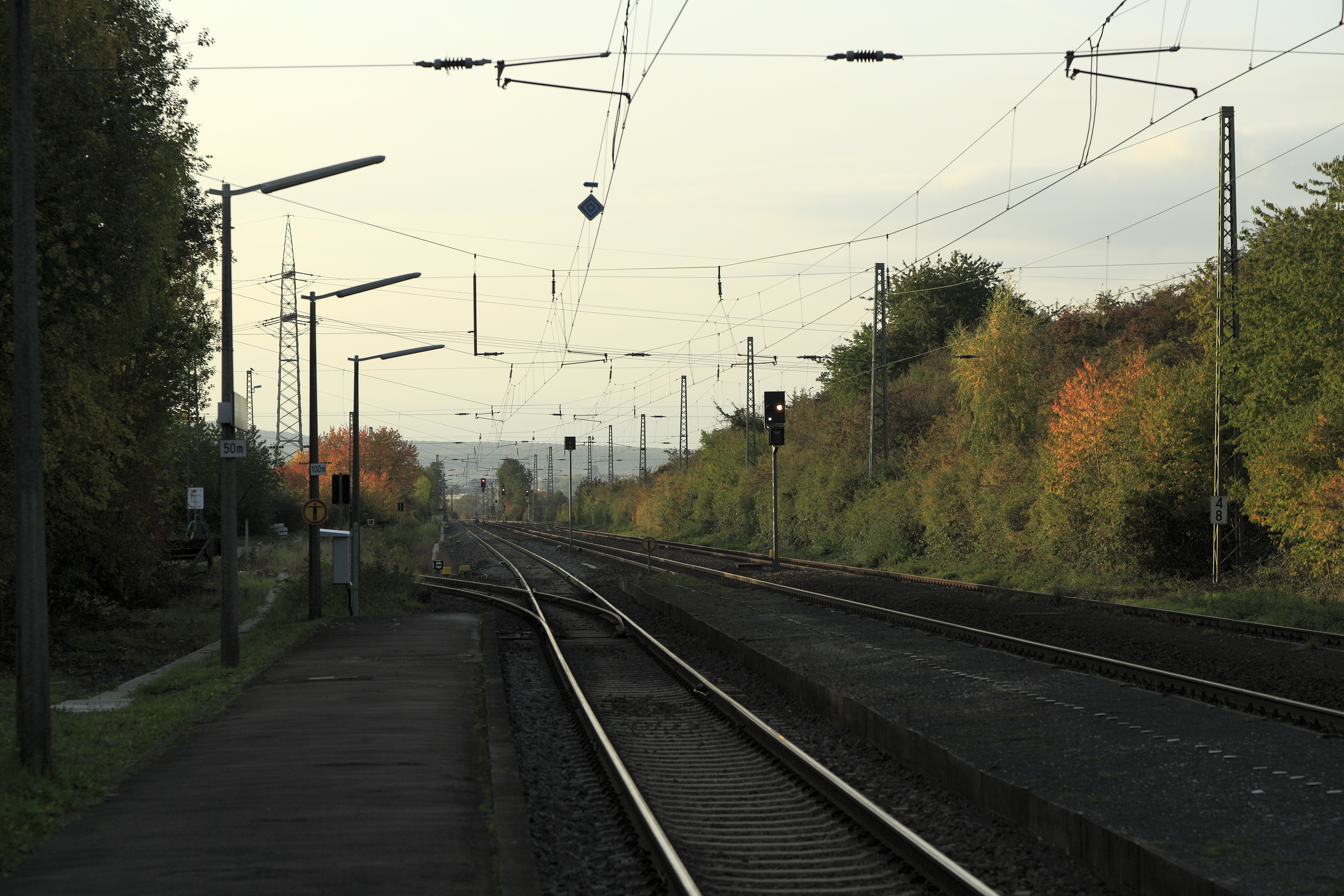
Bahnhof Assenheim (Oberhess), Richtung Friedberg

Im Ort treffen sich die Landesstraße 3187 und die Kreisstraße 239.
Der ÖPNV wird durch den Rhein-Main-Verkehrsverbund sichergestellt. Nördlich des Ortes befindet sich der Bahnhof Assenheim (Oberhess) an der Bahnstrecke Friedberg–Hanau. Wegen dessen abseitiger Lage hat er eine nur geringe Verkehrsbedeutung. Früher wurden dort landwirtschaftliche Erzeugnisse verladen. Das Empfangsgebäude wurde 2007 privatisiert.
Zahlreiche Radwanderwege kreuzen sich in Assenheim: Radfernweg R4, Apfelwein- und Obstwiesenroute, Keltenradroute, Rosenradweg.

### Schulen und Kindergärten
In Assenheim gibt es zwei Kindergärten und die Geschwister-Scholl-Schule, eine Grund-, Haupt- und Realschule.

## Persönlichkeiten, Töchter und Söhne
- Heinrich Oraeus (1584–1646), Theologe, Schriftsteller, 1639–1646 leitender Geistlicher in der Grafschaft Hanau-Münzenberg
- Johann Daniel Friedrich Rumpf (1758–1838), Autor der Aufklärung
- Volrath zu Solms-Rödelheim (1762–1818), Reichsgraf und Dichter
- Friedrich zu Solms-Rödelheim (1791–1859), preußischer Generalmajor
- Ludwig Schäfer (1812–1879), Richter, Politiker und Abgeordneter
- Gustav Landmann (1824–1901), Reichstags- und Landtagsabgeordneter
- Maximilian zu Solms-Rödelheim (1826–1892), hessischer Standesherr und Landtagsabgeordneter
- Otto zu Solms-Rödelheim (1829–1904), preußischer Politiker und Gutsbesitzer
- Hermann Weber (1830–1902), Präsident der 2. Kammer der Landstände des Großherzogtums Hessen
- Georg Buff (1804–1890), Präsident der 2. Kammer der Landstände des Großherzogtums Hessen
- Heinrich Haas (Pilot) (1885–1910), Luftfahrtpionier
- Max Graf zu Solms (1893–1968), Soziologe
- Franz Auer (1912–1990), Theologe und ordentlicher Professor für Alttestamentliche Exegese und hebräische Sprache, geboren in Asenheim[20]
- Juergen Seuss (1935–2023), Buchgestalter und Verleger